# Pro Deutsche Mitte – Initiative Pro D-Mark
Pro Deutsche Mitte – Initiative Pro D-Mark (Pro DM) fue un partido minoritario alemán que existió desde 1998 hasta 2007, de ideología populista  y euroescéptica. Su personalidad más importante en la opinión pública fue su presidente Bolko Hoffmann. En sus casi diez años de historia se presentó sólo esporádicamente a elecciones. En 1999, obtuvo en las elecciones estatales de Sajonia un 2,1% de los votos. En 2004, se unió al partido el exministro del Interior de Hamburgo Ronald Schill, cuyo partido, el Partei Rechtsstaatlicher Offensive, había caído en desgracia. Con Schill como principal candidato en el mismo año, participó en las elecciones estatales de Hamburgo, bajo el nombre Pro DM/Schill, alcanzando el 3,1%. Después de la muerte de su presidente Bolko Hoffmann, en agosto de 2007, el partido se autodisolvió cuatro meses después.